# Шофилд, Филипп
Филипп Шофилд Брайан (англ. Phillip Bryan Schofield) — английский телеведущий. Известен как ведущий программы «This Morning» на телеканале ITV (с 2002 года) и «Dancing on Ice» (2006—2014, 2018-настоящее время) вместе с Холли Уиллоби.

## Биография
Шофилд родился 1 апреля 1962 года в Олдеме, Ланкашир. Но вырос он в графстве Корнуолл.
Первое выступление в СМИ состоялось в 15 лет, на воскресном шоу радио больницы Плимута.
В 17 лет Филипп трудоустроился секретарём на радио BBC, где стал самым молодым сотрудником телерадиокомпании в то время.

## Карьера

### Телевидение
В 19 лет Шофилд вместе со своей семьёй переехал в Новую Зеландию, где дебютировал на телевидении как ведущий музыкальной молодёжной программы «Shazam!». Также, он два года работал на оклендской радиостанции Radio Hauraki.
В 1985 году вернулся в Великобританию, где в сентябре стал ведущим детской программы «Broom Cupboard» на CBBC по будням. С сентября 1987 года по апрель 1993 Филипп вёл утреннюю программу «Going Live!» по субботам. С 1988 по 1991 был ведущим программы «Smash Hits Poll Winners Party», посвящённой вручению наград поп-журналам.
В начале 1990-х Шофилд перешёл на телеканал ITV, где он работал над «Schofield’s Quest», «Schofield’s TV Gold» и «Ten Ball». С 1994 по 1997 представлял игровое шоу «Talking Telephone Numbers», а в 1996 был ведущим шоу «One in a Million» и соавтором одноимённой книги.
С 2002 года Шофилд стал ведущим дневного шоу «This Morning», заменяя Джона Лесли до 2009 года. В мае 2008 отец Шофилда, Брайан, умер от продолжительной болезни сердца, ведущий взял перерыв. До возвращения его заменял Джон Барроумэн.
С 2009 по 2015 и с 2020 по 2021 годы был ведущим британской телеигры «The Cube» на телеканале ITV.